# Peter Altmaier

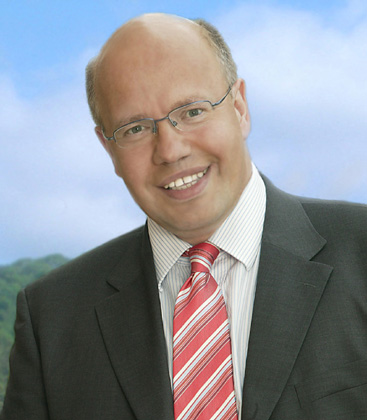
El ministro Peter Altmaier.

Peter Altmaier (Ensdorf, Sarre, 18 de junio de 1958) es un político alemán perteneciente a la CDU.
Desde el 17 de diciembre de 2013 se desempeñó como Ministro Federal de Asuntos Especiales y Jefe de la Cancillería Federal de Alemania, en el Tercer Gabinete Merkel. Anteriormente, en el Segundo Gabinete Merkel, se desempeñó como Ministro Federal de Medio Ambiente, Protección de la Naturaleza y Seguridad Nuclear (2012-2013).
El 24 de octubre de 2017 asumió de forma interina como Ministro Federal de Finanzas, en reemplazo de Wolfgang Schäuble.
El 14 de marzo de 2018 asumió como Ministro de Economía y Energía en el Cuarto Gabinete Merkel.